# Waza-Nationalpark

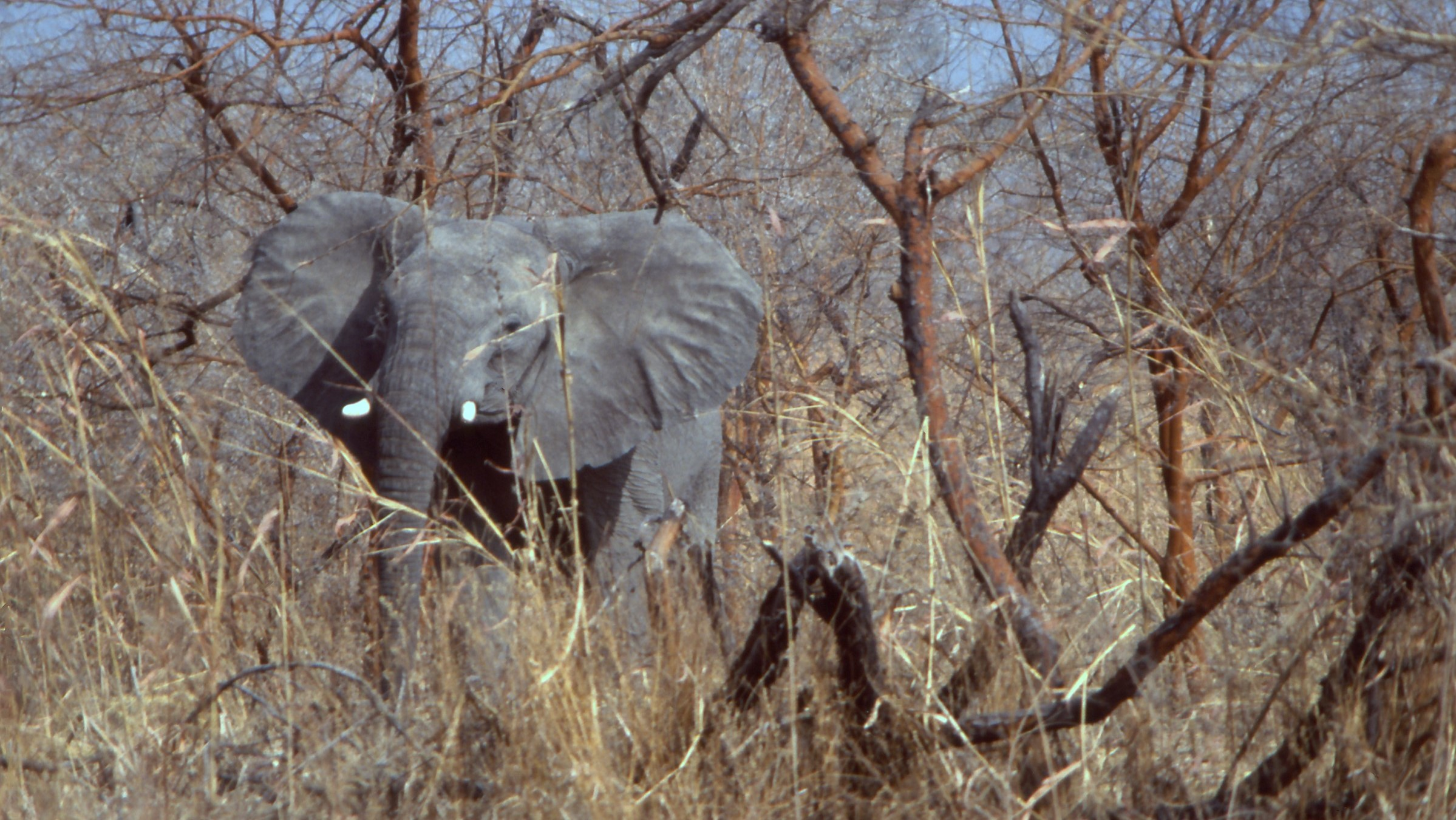
Elefant im Waza-Nationalpark.

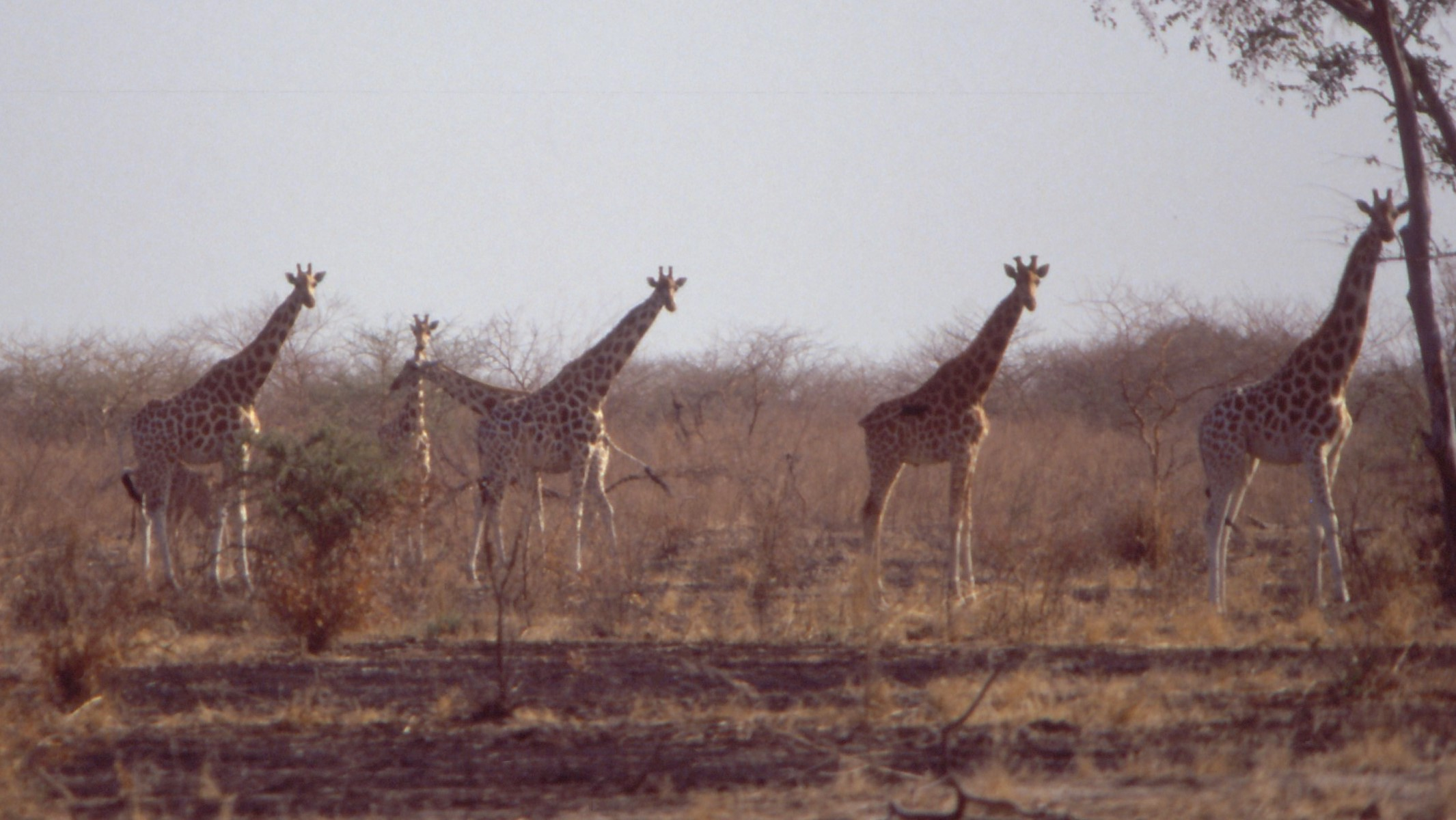
Giraffen im abgebrannten Grasland während der Trockenzeit im Dezember.

Der Waza-Nationalpark (franz. Parc national de Waza) ist ein 170.000 Hektar großes Biosphärenreservat in der Provinz Extrême-Nord in Kamerun. Der Eingang des Parks liegt an der Straße zwischen Maroua und Kousséri im Südwesten der Waza-Ebene, der Park selbst im Tschadsee-Becken auf 300 bis 500 m Höhe über dem Meeresspiegel.
Das Reservat wurde 1934 gegründet und 1968 zum Nationalpark deklariert. Der Staat Kamerun hat beantragt, es in die Liste des UNESCO-Weltnaturerbes aufzunehmen. Mit dem Chingurmi-Duguma-Sektor des nigerianischen Nationalpark Tschadbecken ist er über einen Biosphärenkorridor verbunden.
Das Klima ist typisch für die Sahelzone: semiarid und tropisch. Die Regenperiode dauert von Juni bis Oktober, während die trockene Jahreszeit von November bis April dauert. Die Niederschlagsmenge beträgt durchschnittlich 600 mm, die Temperatur schwankt zwischen 15 und 48 °C.
Die riesigen Grasflächen im Ostteil des Waza-Nationalparkes sind während der Regenzeit überflutet. Der Westteil ist unterschiedlich dicht, meist mit Akazien bewaldet. Seltene Pflanzenarten sind Hyparrhenia rufa, Sorghum arundinaceum, Echinochloa pyramidalis, Pennisetum ramosum, Vetiveria nigritana und Oryza longistaminata.
Aufgrund der Aktivitäten der Terrorgruppe Boko Haram kann der Park derzeit nicht besucht werden.

## Tierwelt
Zu den prominentesten Großtieren, die in Waza heimisch sind, gehört der Löwe, der hier in einem seiner nördlichsten Vorkommen lebt. Die Population betrug in den 1960er Jahren noch etwa 100 Tiere, im Jahr 2002 lebten immerhin noch etwa 50 Löwen im Parkgebiet.
Die letzte Zählung in den Jahren 2007–2008 ergab, dass lediglich ein Restbestand von 14 bis 21 Löwen übrig ist. Falls keine drastischen Schutzmaßnahmen durchgesetzt werden, droht den Löwen des Gebietes in naher Zukunft das Aussterben.
Außerdem ist Waza noch immer Heimat des Afrikanischen Elefanten. Dabei ist der Park eine der letzten Hochburgen dieser grauen Riesen im Gebiet der Sahelzone, obwohl er noch nie mehr als einigen hundert ausreichend Lebensraum geboten hat. In extremen Trockenzeiten mussten die Tiere bisweilen sogar mit Wasser versorgt werden. Darüber hinaus findet man hier eine der letzten größeren Populationen der Giraffe innerhalb der Sahelzone und einzelne Geparden.
Häufig sind Buffon-Kobantilopen. Nachdem diese Antilopen in den 1980er Jahren im Park einen starken Bestandsrückgang hinnehmen mussten und ihre Zahl von 20.000 auf nur noch 2000 Tiere fiel, stiegen ihre Bestände bis zur Mitte der 1990er Jahre wieder auf etwa 5000 Tiere an. Weitere größere Pflanzenfresser des Parks sind Warzenschweine, Pferdeantilopen, Rotstirngazellen und Korrigum-Leierantilopen. Seltener sind Riedböcke, Wasserböcke und Kronenducker. Buschböcke und Rotflankenducker konnten dagegen seit den 1980er Jahren nicht mehr im Gebiet festgestellt werden. Am Anfang des 20. Jahrhunderts kamen auch Flusspferde, Spitzmaulnashörner und Kaffernbüffel im Gebiet vor, doch diese Arten fehlen heute. Außerdem beherbergt der Park ungefähr 379 Vogelarten, wie z. B. Kronenkraniche.

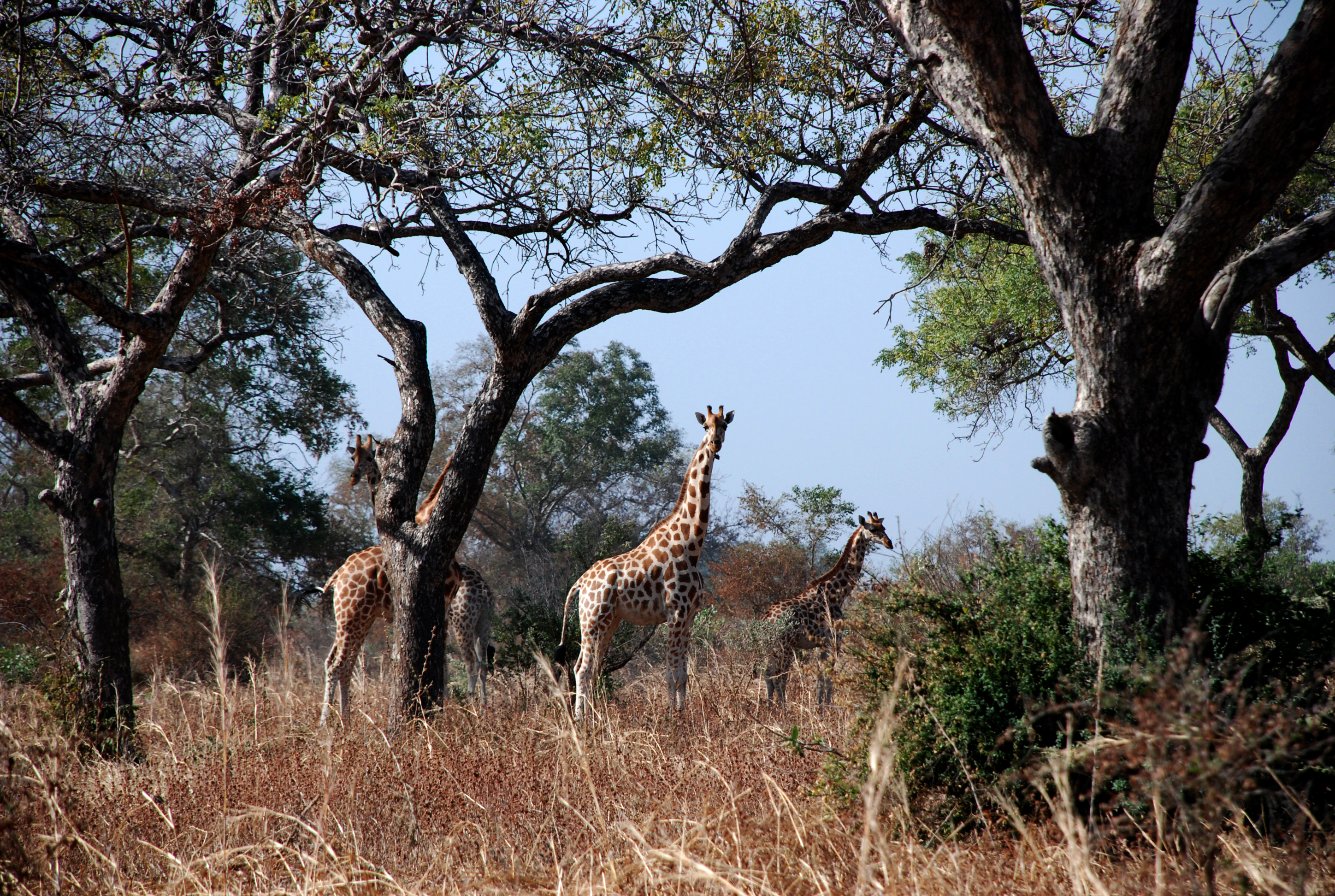
Giraffen
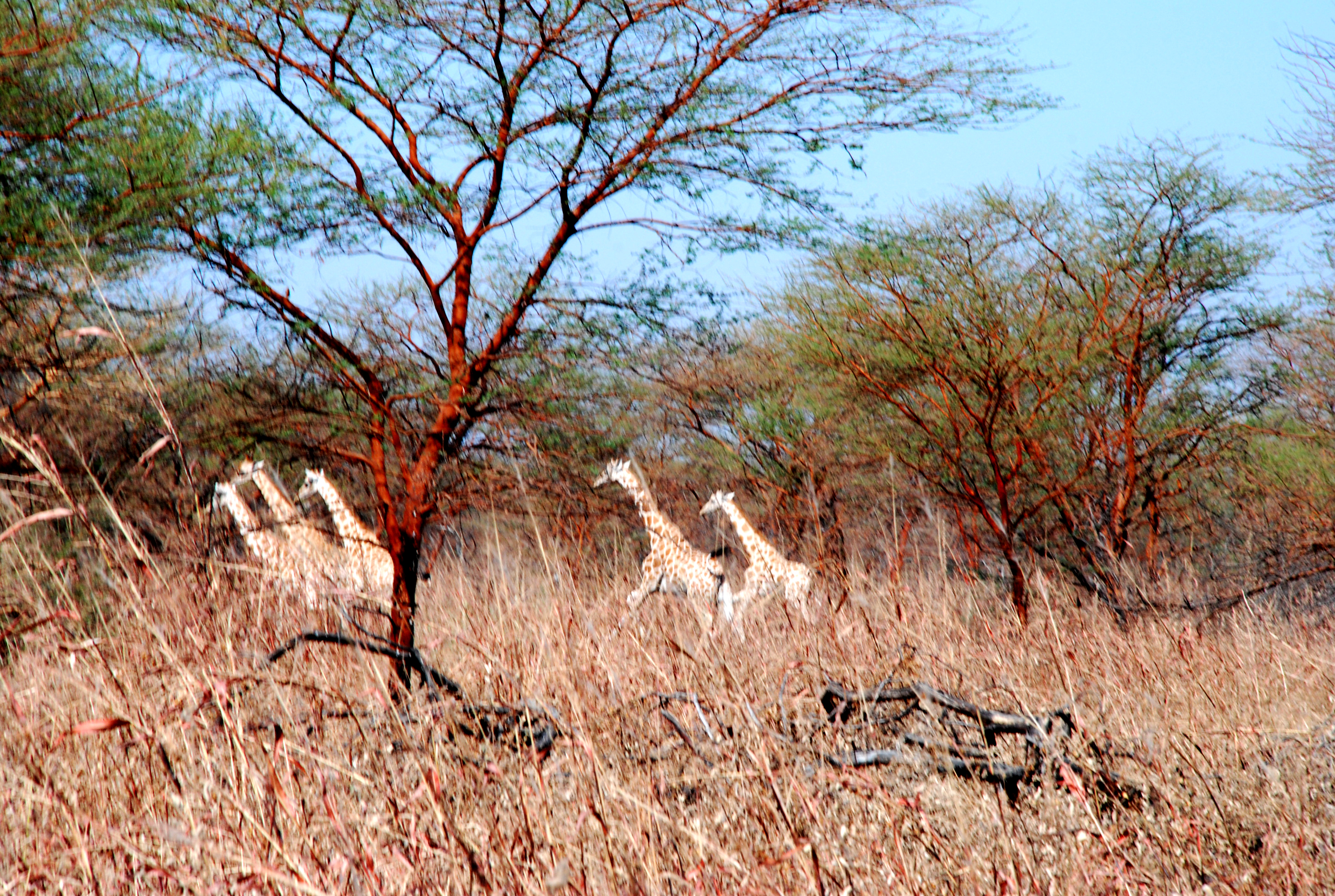
Flüchtende Giraffen
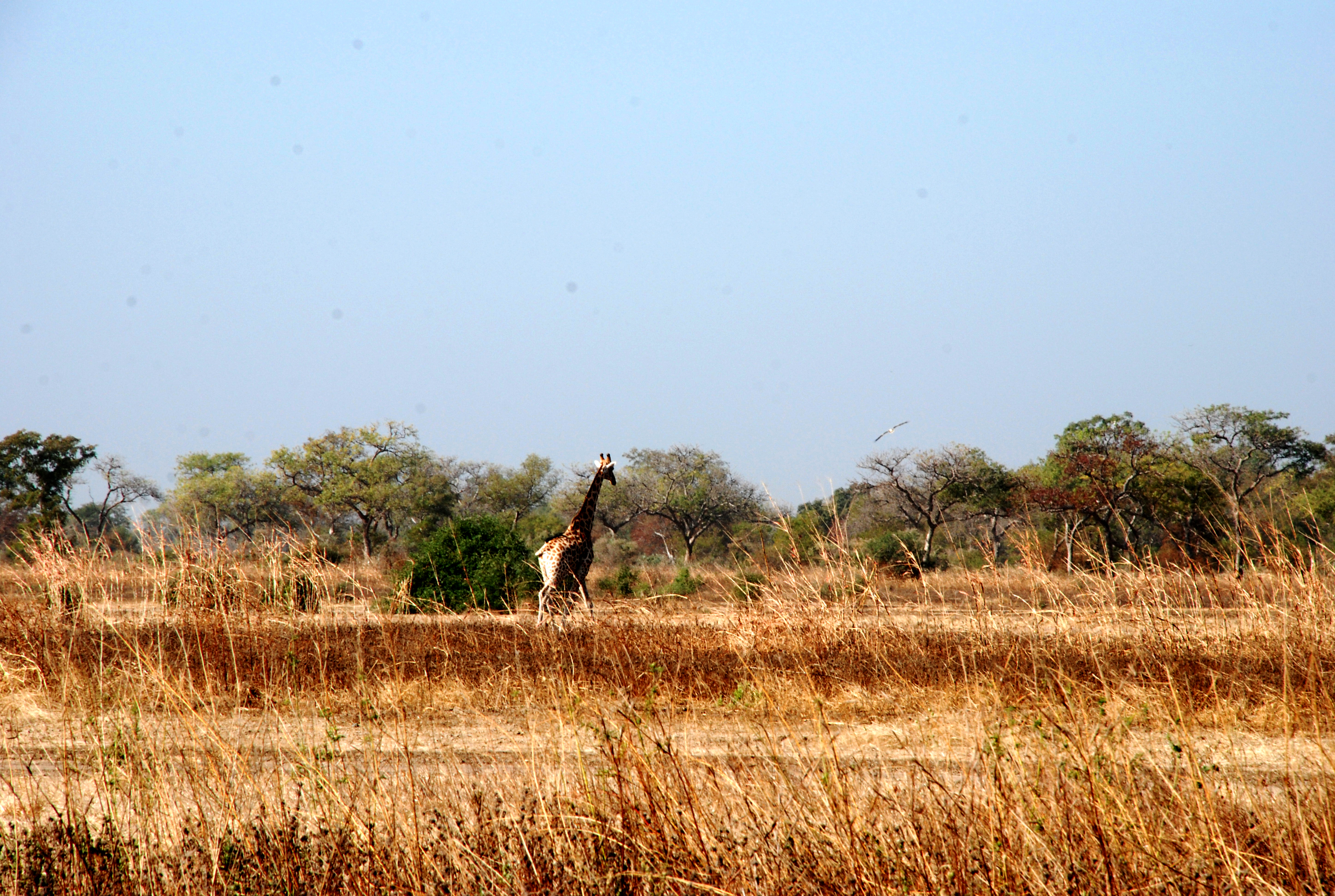
Landschaft im Waza-Nationalpark

Der Park wird durch den 1979 im Süden errichteten Maga-Damm beeinträchtigt.